# Liphistiidae
Liphistiidae este unica familie, existentă, de păianjeni din subordinul Mesothelae, care cuprinde 5 genuri și 85 specii. În Japonia Heptathela kimurai este bine cunoscut. Membrii acestei familii de păianjeni au prosoma acoperotă cu o cuticulă chitinoasă și opistosoma segmentat, cea ce nu este caracteristic pentru păianjenii din subordinul Opisthothelae. Chelicerile sunt îndreptate în jos și nu au glande veninoase. Sistemul respirator este format numai din 2 perechi de plămâni. Lungimea lor este cuprinsă între  1 - 3,5 cm .

## Comportament
Aceștia sapă vizuini până la o adâncime de 60 cm și cu ajutorul chelicerelor ei închid intrarea cu o trapă.. De la intrare pleacă fire de mătase și dacă cineva le atinge ei brusc sar din vizuină și-l atacă. Femelele, de regulă, rareori își lasă vizuinele, iar masculii călătoresc căutându-și prada. Acești păianjeni sunt activi noaptea. De obicei, se întâlnesc în locurile umede. 

## Răspândire
Liphistiidae se găsesc în Asia de Sud-Est, China și Japonia. În Malaezia habitează 3 specii endemice: Liphistius malayanus, Liphistius murphyorum și Liphistius desultor. 

## Sistematica
Familia cuprinde genurile:
- Heptathela — Vietnam, Japonia (25 specii);

- Heptathela kimurai;

- Liphistius — Asia de Sud-Est (47 specii);
- Nanthela - China, Vietnam (2 specii);
- Ryuthela - insula Ryukyu (7 specii);

- Ryuthela secundaria;

- Songthela -  China (4 specii).